# Kinue Hitomi
Kinue Hitomi (jap. 人見絹枝 Hitomi Kinue; ur. 1 stycznia 1907 w Fukuhamie, zm. 2 sierpnia 1931 w Osace) – japońska lekkoatletka.
W pierwszym okresie rozwoju sportu kobiecego uprawiała z powodzeniem wiele różnych konkurencji lekkoatletycznych. 
Srebrna medalistka olimpijska w biegu na 800 m z Amsterdamu (1928). 8-krotna medalistka Światowych Igrzysk Kobiet w biegach na 60 m (1930 - brąz) i 100 jardów (1926 - brąz), skoku w dal (1926 i 1930 - złoto), skoku w dal z miejsca (1926 - złoto), rzucie dyskiem (1926 - srebro), rzucie oszczepem (1930 - brąz) i trójboju (1930 - srebro). Wielokrotna rekordzistka świata (100 m, 200 m, skok w dal, trójskok oraz na dystansach jardowych). 
Zmarła na zapalenie płuc.